# كانون بول
كانون بول هو بطل خارق في مارفل كومكس من ابتكار كريس كليرمونت وبوب ماكليود،ظهرت الشخصية لأول مرة في سبتمبر 1982.